# ناحیه عامودا
ناحیه عامودا (به عربی: ناحیة عامودا) یک ناحیه در سوریه است که در منطقه قامشلی واقع شده‌است. ناحیه عامودا ۵۶٬۱۰۱ نفر جمعیت دارد.